# Онкоцерцијаза
Онкоцерцијаза, позната и као речно слепило, представља болест чији је узрочник инфекција паразитским црвом Onchocerca volvulus. Међу симптомима се јављају снажан свраб, чворићи под кожом и слепило. Она се налази на другом месту међу најчешћим узрочницима слепила изазваних инфекцијом, после трахома.
Паразитски црв се преноси уједима црне муве типа Simulium . Обично је потребно више уједа да би дошло до инфекције. Ове муве живе близу река, па отуда потиче име ове болести. Када се нађу у телу неке особе црви формирају ларве које стижу до коже. Овде оне могу да инфицирају следећу црну муву која уједе ту особу. Постоји више начина за постављање дијагнозе, међу којима су: стављање узорка биопсије коже у нормални физиолошки раствор и посматрање да ли ће се ларва појавити, преглед ока да би се спазиле ларве, као и посматрање чворића под кожом да би се уочили одрасли црви.
Не постоји вакцина против ове болести. Превентива је спречавање уједа ових мува. То подразумева коришћење репеланта за инсекте и одговарајућу одећу. Ту такође спада и смањивање популације мува прскањем инсектицидом. У многим подручјима у свету у току су напори да се искорени ова болест лечењем читаве групе људи два пута годишње. За лечење заражених особа користи се лек ивермектин на сваких шест до дванаест месеци. Ова терапија уништава ларве, али не и одрасле црве. Показало се да лек доксициклин, који уништава повезане бактерије које се зову Wolbachia, доводи до слабљења црва и неки га такође препоручују. Такође се може извршити одстрањивање чворића испод коже.
Речним слепилом је заражено око 17 до 25 милиона људи, при чему око 0,8 милиона има известан степен губитка вида. Највећи број инфекција се јавља у подручју Подсахарске Африке, мада има забележених случајева и у Јемену , као и у забаченим подручјима Централне и Јужне Америке. Лекар Родолфо Роблес је први повезао црве са болешћу ока 1915. године. Светска здравствена организација је ову болест сврстала међу занемарене тропске болести.